# نونوگرام

یک نونوگرام تکمیل‌شده از حرف «W» از لوگوی ویکی‌پدیا

نونوگرام که با نام‌های هانجیه، نقاشی با اعداد، پیکراس، گریدلر و پیک-آ-پیکس نیز شناخته می‌شود، گونه ای از پازل‌های منطقی تصویری است که در آن یک شبکه معمولاً ۱۰×۱۰ وجود دارد و بالا و کنار هر ستون و ردیف اعدادی نوشته شده و باید خانه‌ها را به ترتیب این اعداد پر کرد تا در نهایت تصویر مخفی در پازل نمایان شود. بسته به نوع بازی این تصاویر می‌توانند مربوط به میوه‌ها، گل‌ها، حیوانات و… باشند یا جزئی از یک تصویر بزرگتر را تشکیل دهند.

## تاریخچه
در سال ۱۹۸۷ میلادی، نان ایشیدا گرافیست ژاپنی، طی مسابقه‌ای در توکیو با الهام از نوری که در پنجره‌های یک آسمان‌خراش افتاده بود و بعضی از پنجره‌ها را روشن و برخی را تیره کرده بود، تصاویری را طراحی کرد و برنده این مسابقه شد. این اتفاق او را به فکر ساخت یک پازل که با پر کردن خانه‌های یک جدول شطرنجی حل می‌شد، انداخت. اتفاقاً در همان زمان تتسویا نیشیو طراح حرفه‌ای پازل در حال ابداع پازل‌هایی شبیه به پازل ایشیدا بود و آن را در مجله دیگری منتشر کرد.

## نونوگرام در ایران
در سال ۱۳۹۹ یک مسابقه مجازی نونوگرام توسط انجمن علمی ریاضی دانشگاه علم و صنعت ایران برگزار شد.